# メダケ
メダケ（雌竹）は関東地方以西の本州、四国、九州、琉球まで広く分布する多年生常緑笹の一種。主に川岸や海辺の丘陵などに群生する。稈の高さは2〜8mほど、直径1〜3cm程度で笹としては大きい部類だが、その姿はすらっと細く伸び女性を思わせる。別名、シノタケ（篠竹）、オンナダケ、メダケ（女竹）、ニガタケ（苦竹）、カワタケ（川竹）、ナヨタケ。
筍皮は緑暗色のち白黄色で、緑色の無毛滑らかな円筒形で中空の稈のほぼ中ほどまでの長さがあり、落ちずにいつまでも稈に残る。節間は約15cm。節は低い。稈は柔らかく通常無毛、またねばり強いので篠笛や煙管、筆軸、かごなどの竹細工に向く。
葉は互生で無毛、平行脈、細長くその先端部が垂れ下がる。葉柄は短い。葉鞘は無毛。冬にやや葉縁白っぽくなり、披針形あるいは卵長形で先が尖る。葉の基部は円形で急に狭まる。葉鋸歯は細かい。
上部が密に分枝し、節から3〜9本ほど出、葉は枝先に3〜6枚ほどついて径1〜3cm、長さ10〜30cmほどで無毛。地中に直径2cm程の太い地下茎が這い、節から筍が出て繁茂する。ニガタケという別名は5月頃に出る筍が苦いことに由来する。
花は5月頃（毎年ではない）、緑淡色で、茎（稈）先と枝先に束生密生。先に5〜11個の花からなる10〜20個ほどの線形扁平で3〜10cmの小穂をつける。花皮は針形で長さ0.3〜1.5cmほど。包穎は2枚の小形、護穎は大きく先は尖る。内穎2竜骨、鱗皮3、花柱3、おしべ3。時々開花し、後に枯れる、花穂は古い皮をつけていることが多い。
果実は穎果で尖った楕円長形、果長1.4cm。
農業資材や建築・漁業などに利用されていたため農家の周辺などに植栽されている。現在は利用されることが少なくなり、野生状態となっている。

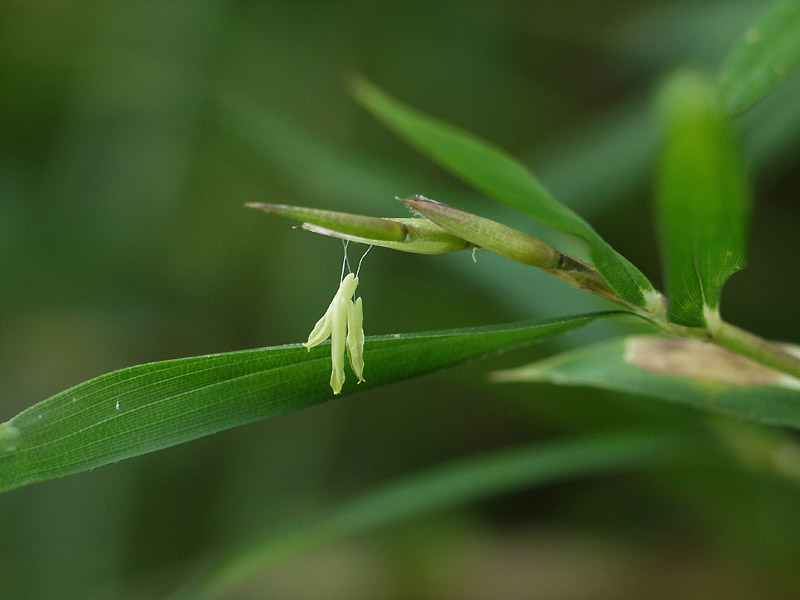
メダケの花

## 品種
- アカメメダケ f. akame Muroi & Y. Tanaka
- キスジメダケ（黄筋女竹） f. aureostriatus Muroi -  葉に黄状斑がある。
- ハガワリメダケ（葉変わり女竹） f. heterophyllus Muroi  - 1つの稈に様々なタイプの葉が出る。
- シロシマメダケ（白縞女竹） f. variegatus (J. D. Hooker) Muroi - 葉に多数の白縞斑がある。
- アオメダケ（青女竹） f. viridis Muroi
- ウタツメダケ f. zigzag N. Satomi